# Камышинские уши
Камы́шинские у́ши — две горы, расположенные рядом с друг другом, напоминают торчащие из земли уши. Расположены в 7 км на северо-запад от города Камышина Волгоградской области.
Высота гор (холмов) 175 метров над уровнем моря, над окружающей местностью они возвышаются на 30—40 метров. Представляют собой два холма бывшего когда-то здесь острова посреди мелководного субтропического моря.
Также палеоботанический и ландшафтный памятник природы Волгоградской области, единственный в области выход скальных пород на поверхность. Для сохранения памятника образована особо охраняемая природная территория «Камышинские горы Уши и Лоб».

## История
Упоминаются в 1862 году как Камышинское ухо (уши) в книге П. П. Нейдгардта «Путешествие по Волге», изданной в Санкт-Петербурге. Говорится, что горы состоят из кремнеземной основы, используемой для получения жерновов до 200 штук в год. Данная каменоломня сдаётся городом в оброчное содержание. Рядом располагается 3-е Елшанское ухо.
Упоминается о наличии в 2-х км к северу от Ушей каменный круг диаметром 120 метров. Это остатки каменного кургана со срубом внутри, разобранного при строительстве Тамбово-Камышинской железной дороги, описанного в 1923 году саратовским археологом Ф. В. Баллодом в книге «Приволжские Помпеи».
Посещали горы также известные учёные: в 1840-года член Лондонского геологического и географического общества Р. И. Мурчисон, в 1853 году один из основателей Русского географического общества К. М. Бэр, а также другие известные учёные.

## Происхождение гор

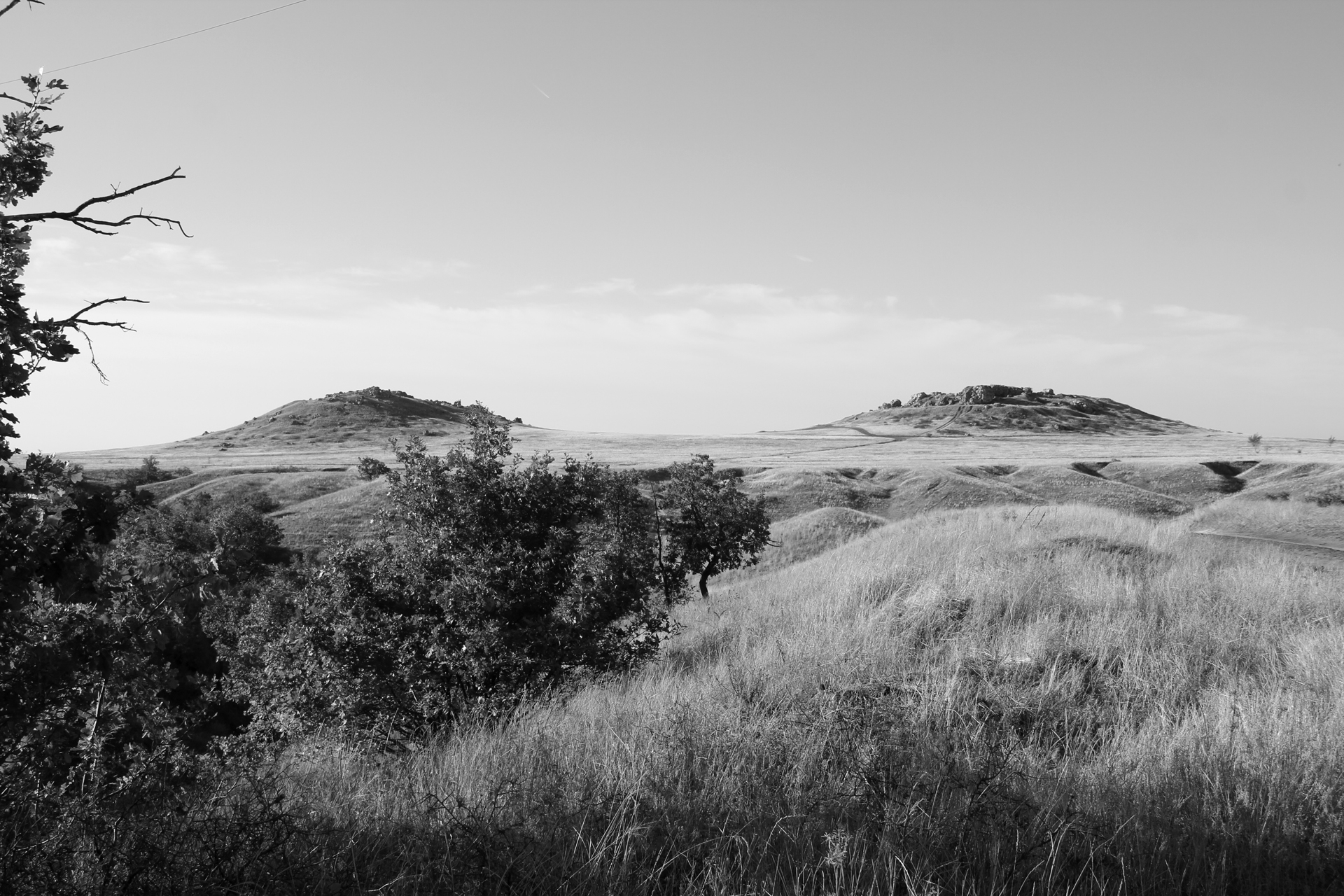
Горы Камышинские уши

Горы были образованы примерно 30— 50 миллионов лет назад. Сложены, в основном, из серого песчаника. Встречаются окаменелости, характерные для субтропиков.

## Туризм
Горы активно посещаются туристами, альпинистами. Также присутствуют пещеры, посещаемые спелеологами, которые сейчас закрыты. Также посещают палеоботанический памятник геологи, ботаники и другие учёные.